# N.E.R.D

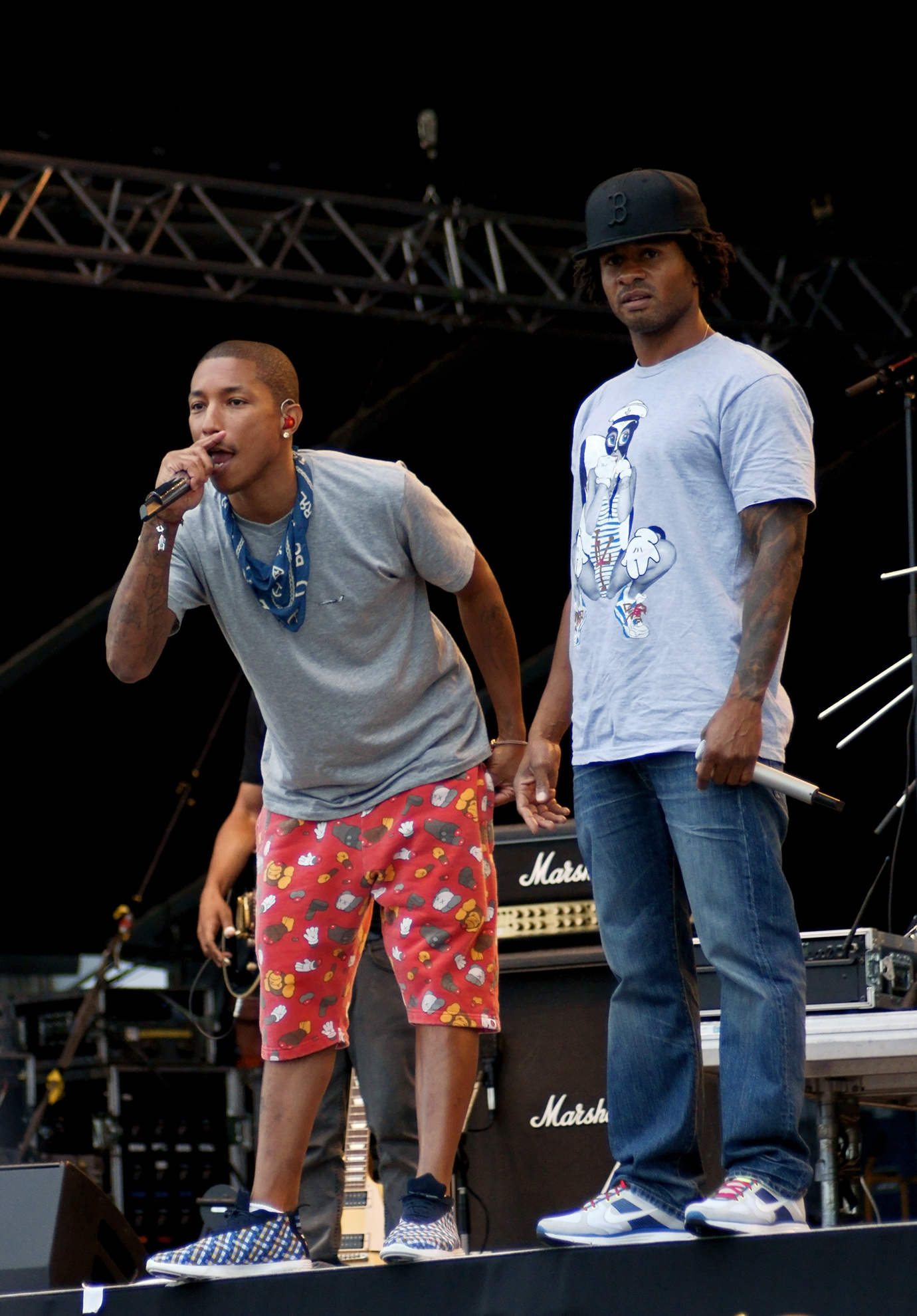
Pharrell Williams und Shay Haley bei Pori Jazz 2010

N.E.R.D oder N*E*R*D (Kurzform für No-one Ever Really Dies) ist eine US-amerikanische Hip-Hop- und Rock-Band aus Virginia Beach.

## Bandgeschichte
Die Gruppe besteht aus den Musikern Pharrell Williams und Chad Hugo (als Produzententeam unter dem Namen The Neptunes bekannt) und dem Sänger Shay Haley. Das Debütalbum erschien im Sommer 2001 ausschließlich in Europa und nennt sich In Search Of…, was Williams im Booklet der CD weiter ausführt: In search of love and happiness, in search of the bitch with the big ass or in search of why my brother smokes crack.
Nachdem die Grundidee hinter N.E.R.D war, dass sich das Projekt klar vom übrigen musikalischen Konzept der Neptunes-Produktionen abheben sollte, wurde das komplette Debüt nochmals von der Band Spymob mit echten Instrumenten eingespielt und mit mehr Rock-Elementen versehen. Das Album mit der Erweiterung New Version wurde dann weltweit im Frühjahr 2002 veröffentlicht und erreichte in den USA Goldstatus.
Die Live-Instrumentation behielt die Band auch bei ihrem zweiten Album Fly or Die (2004) bei, diesmal aber spielten Pharrell und Chad selbst sämtliche Instrumente ein. Auffallend ist, dass sich N.E.R.D mit diesem Album musikalisch weiter öffneten und in verschiedenen Interviews betonten, dass sie sich auch in Zukunft nicht durch irgendwelche Schubladen limitieren lassen wollen.
Im März 2005 machte Pharrell Williams von sich reden, als er verlautbarte, dass N.E.R.D nicht mehr existiere. In einem Interview mit BBC Radio 1 sagte er: „N.E.R.D sind tot. Ich stimme nicht mit dem Management von Virgin Records überein, also ist es vorbei. Ich habe mich in den vergangenen zwei Jahren ruhig verhalten. Ich will auch jetzt nicht mit Dreck werfen.“ Nicht viel später schien er aber seine Meinung wieder geändert zu haben und kündigte neue Tourdaten an.

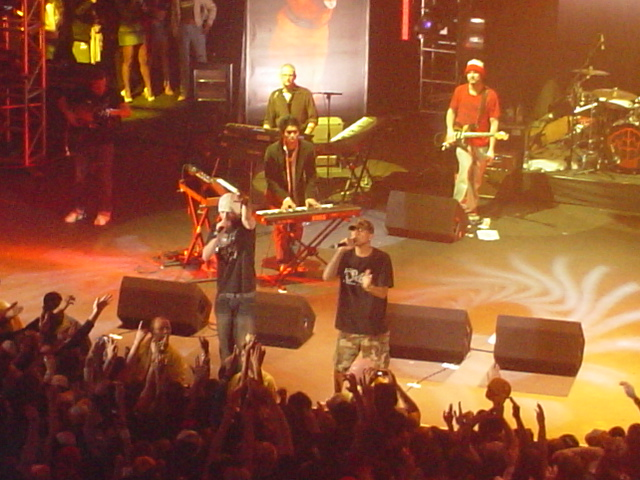
N.E.R.D (2003)

Das dritte Studioalbum Seeing Sounds wurde am 10. Juni 2008 in den USA veröffentlicht. Mit diesem Album wechselten N.E.R.D von ihrem früheren Label Virgin (einer EMI-Tochter) zu Interscope Records (einer Universal-Tochter). Der Titel des Albums ist eine Anspielung auf das Phänomen der Synästhesie. Die erste Singleauskopplung ist der Titel Everyone Nose, welcher schon vorab kostenlos auf bbcicecream.com heruntergeladen werden konnte.
Nach der ersten Singleauskopplung Hot-n-Fun am 18. Mai 2010 wurde das Album Nothing am 29. Oktober in Deutschland veröffentlicht.
Nach dem Release des Albums wurde es ruhig um die Band. Einzig Frontmann Pharrell Williams machte auf sich aufmerksam. Im Jahr 2013 kollaborierte er mit Daft Punk und landete gemeinsam mit dem französischen Elektro-Duo den internationalen Hit Get Lucky, der auf dem Album Random Access Memories erschien. Außerdem arbeitete er mit Robin Thicke zusammen und wirkte bei der Single Blurred Lines mit, welche auch ein großer Erfolg war. Seine Errungenschaften rundete das Anfang 2014 erschienene Solo-Album G I R L ab.
Nach fünf Jahren melden sich die drei Bandmitglieder gemeinsam als N.E.R.D. zurück und veröffentlichten am 5. Januar 2015 die Single Squeeze Me, welche auf dem Label Columbia erschien. Die Single ist Teil des Soundtracks von The SpongeBob Movie: Sponge Out of Water (SpongeBob Schwammkopf 3D), der am 19. Februar 2015 in die deutschen Kinos kam.
Zwei Jahre später, am 15. Dezember 2017, erschien ihr fünftes Studioalbum No One Ever Really Dies mit Gastauftritten von Künstlern wie Rapper Kendrick Lamar, André 3000, Gucci Mane, Rihanna und dem britischen Sänger Ed Sheeran.

## Diskografie

### Studioalben
| Jahr | Titel                   | Höchstplatzierung, Gesamtwochen, AuszeichnungChartplatzierungen (Jahr, Titel, Platzierungen, Wochen, Auszeichnungen, Anmerkungen) | Höchstplatzierung, Gesamtwochen, AuszeichnungChartplatzierungen (Jahr, Titel, Platzierungen, Wochen, Auszeichnungen, Anmerkungen) | Höchstplatzierung, Gesamtwochen, AuszeichnungChartplatzierungen (Jahr, Titel, Platzierungen, Wochen, Auszeichnungen, Anmerkungen) | Höchstplatzierung, Gesamtwochen, AuszeichnungChartplatzierungen (Jahr, Titel, Platzierungen, Wochen, Auszeichnungen, Anmerkungen) | Höchstplatzierung, Gesamtwochen, AuszeichnungChartplatzierungen (Jahr, Titel, Platzierungen, Wochen, Auszeichnungen, Anmerkungen) | Anmerkungen                              |
| Jahr | Titel                   | DE | AT | CH | UK | US | Anmerkungen                              |
| ---- | ----------------------- | --- | --- | --- | --- | --- | ---------------------------------------- |
| 2001 | In Search Of...         | — | — | — | UK28 Platin · (32 Wo.)UK | US56 Gold · (35 Wo.)US | Erstveröffentlichung: 28. September 2001 |
| 2004 | Fly or Die              | DE20 (9 Wo.)DE | AT33 (6 Wo.)AT | CH27 (12 Wo.)CH | UK4 Gold · (20 Wo.)UK | US6 Gold · (12 Wo.)US | Erstveröffentlichung: 23. März 2004      |
| 2008 | Seeing Sounds           | DE65 (1 Wo.)DE | AT75 (1 Wo.)AT | CH13 (9 Wo.)CH | UK20 (5 Wo.)UK | US7 (11 Wo.)US | Erstveröffentlichung: 6. Juni 2008       |
| 2010 | Nothing                 | — | — | CH32 (2 Wo.)CH | UK83 (1 Wo.)UK | US21 (2 Wo.)US | Erstveröffentlichung: 29. Oktober 2010   |
| 2017 | No One Ever Really Dies | — | — | CH65 (1 Wo.)CH | UK80 (1 Wo.)UK | US31 (17 Wo.)US | Erstveröffentlichung: 15. Dezember 2017  |

### Singles
| Jahr | Titel Album                   | Höchstplatzierung, Gesamtwochen, AuszeichnungChartplatzierungen (Jahr, Titel, Album, Platzierungen, Wochen, Auszeichnungen, Anmerkungen) | Höchstplatzierung, Gesamtwochen, AuszeichnungChartplatzierungen (Jahr, Titel, Album, Platzierungen, Wochen, Auszeichnungen, Anmerkungen) | Höchstplatzierung, Gesamtwochen, AuszeichnungChartplatzierungen (Jahr, Titel, Album, Platzierungen, Wochen, Auszeichnungen, Anmerkungen) | Höchstplatzierung, Gesamtwochen, AuszeichnungChartplatzierungen (Jahr, Titel, Album, Platzierungen, Wochen, Auszeichnungen, Anmerkungen) | Anmerkungen                                                  |
| Jahr | Titel Album                   | DE | CH | UK | US | Anmerkungen                                                  |
| ---- | ----------------------------- | --- | --- | --- | --- | ------------------------------------------------------------ |
| 2001 | Lapdance In Search Of...      | — | — | UK33 Silber · (3 Wo.)UK | — | Erstveröffentlichung: 21. Mai 2001 feat. Lee Harvey und Vita |
| 2002 | Rock Star In Search Of...     | — | — | UK15 Silber · (4 Wo.)UK | — | Erstveröffentlichung: 2002                                   |
| 2002 | Provider In Search Of...      | — | — | UK20 (4 Wo.)UK | — | Erstveröffentlichung: 2002                                   |
| 2004 | She Wants to Move Fly or Die  | DE51 (9 Wo.)DE | CH36 (15 Wo.)CH | UK5 Silber · (12 Wo.)UK | — | Erstveröffentlichung: 9. März 2004                           |
| 2004 | Maybe Fly or Die              | — | — | UK25 (5 Wo.)UK | — | Erstveröffentlichung: 2004                                   |
| 2008 | Everyone Nose Seeing Sounds   | — | — | UK41 (7 Wo.)UK | — | Erstveröffentlichung: 13. Mai 2008                           |
| 2010 | Hot-N-Fun Nothing             | — | — | UK49 (2 Wo.)UK | — | Erstveröffentlichung: 18. Mai 2010 feat. Nelly Furtado       |
| 2010 | Hypnotize U Nothing           | — | — | — | — | Erstveröffentlichung: 16. Oktober 2010                       |
| 2017 | Lemon No One Ever Really Dies | — | CH59 (1 Wo.)CH | UK31 Gold · (10 Wo.)UK | US36 ×3Dreifachplatin · (22 Wo.)US | Erstveröffentlichung: 1. November 2017 feat. Rihanna         |

Weitere Singles
- 2015: Patrick Star
- 2015: Squeeze Me
- 2015: Sandy Squirrel

## Auszeichnungen für Musikverkäufe
| Goldene Schallplatte - Irland - 2005: für das Album Fly or Die - Neuseeland - 2025: für das Album No One Ever Really Dies - Niederlande - 2004: für das Album In Search Of... - 2005: für das Album Fly or Die - Polen - 2020: für die Single Lemon | Platin-Schallplatte - Australien - 2020: für die Single Lemon 2× Platin-Schallplatte - Kanada - 2018: für die Single Lemon - Neuseeland - 2023: für die Single Lemon |

Anmerkung: Auszeichnungen in Ländern aus den Charttabellen bzw. Chartboxen sind in ebendiesen zu finden.
| Land/RegionAuszeichnungen für Musikverkäufe (Land/Region, Auszeichnungen, Verkäufe, Quellen) | Silber     | Gold     | Platin     | Verkäufe  | Quellen              |
| -------------------------------------------------------------------------------------------- | ---------- | -------- | ---------- | --------- | -------------------- |
| Australien (ARIA)                                                                            | —          | —        | Platin1    | 70.000    | aria.com.au          |
| Irland (IRMA)                                                                                | —          | Gold1    | —          | 7.500     | irishcharts.ie       |
| Kanada (MC)                                                                                  | —          | —        | 2× Platin2 | 160.000   | musiccanada.com      |
| Neuseeland (RMNZ)                                                                            | —          | Gold1    | 2× Platin2 | 67.500    | radioscope.co.nz NZ2 |
| Niederlande (NVPI)                                                                           | —          | 2× Gold2 | —          | 80.000    | nvpi.nl              |
| Polen (ZPAV)                                                                                 | —          | Gold1    | —          | 10.000    | olis.pl              |
| Vereinigte Staaten (RIAA)                                                                    | —          | 2× Gold2 | 3× Platin3 | 4.000.000 | riaa.com             |
| Vereinigtes Königreich (BPI)                                                                 | 3× Silber3 | 2× Gold2 | Platin1    | 1.400.000 | bpi.co.uk            |
| Insgesamt                                                                                    | 3× Silber3 | 9× Gold9 | 9× Platin9 |           |                      |